# Vrba, Pljevlja
Vrba este un sat din comuna Pljevlja, Muntenegru. Conform datelor de la recensământul din 2003, localitatea are 25 de locuitori (la recensământul din 1991 erau 27 de locuitori).

## Demografie
În satul Vrba locuiesc 24 de persoane adulte, iar vârsta medie a populației este de 51,1 de ani (45,3 la bărbați și 57,3 la femei). În localitate sunt 11 gospodării, iar numărul mediu de membri în gospodărie este de 2,27.
Populația localității este foarte eterogenă.
|  |

| Demografie | Demografie | Demografie |
| An         | Locuitori  | Locuitori  |
| ---------- | ---------- | ---------- |
|            |            |            |
|            |            |            |
|            |            |            |
|            |            |            |
| 1948       | 114        |            |
| 1953       | 125        |            |
| 1961       | 163        |            |
| 1971       | 99         |            |
| 1981       | 55         |            |
| 1991       | 27         | 27         |
| 2003       | 25         | 25         |

| \| Componența etnică conform recensământului din 2003[2] \| Componența etnică conform recensământului din 2003[2] \| Componența etnică conform recensământului din 2003[2] \| Componența etnică conform recensământului din 2003[2] \| Componența etnică conform recensământului din 2003[2] \| \| ----------------------------------------------------- \| ----------------------------------------------------- \| ----------------------------------------------------- \| ----------------------------------------------------- \| ----------------------------------------------------- \| \| \| \| \| \| \| \| Sârbi \| Sârbi \| \| 13 \| 52% \| \| Muntenegreni \| Muntenegreni \| \| 12 \| 48% \| \| necunoscută \| necunoscută \| \| 0 \| 0% \| |              |  |    |     |
| Componența etnică conform recensământului din 2003 |              |  |    |     |
| |              |  |    |     |
| Sârbi | Sârbi        |  | 13 | 52% |
| Muntenegreni | Muntenegreni |  | 12 | 48% |
| necunoscută | necunoscută  |  | 0  | 0%  |